# Hod
Hod (hebr. הוד, Chwała) – sefira w kabalistycznym Drzewie Życia.

## Kabała
Hod jest ósmą sefirą w kabalistycznym Drzewie Życia. Jest Sefirą żeńską, reprezentującą świadomość form, jakie przyjmuje energia (odpowiada za tworzenie w świadomości uporządkowanych obrazów świata materialnego – Assijah), w czym jest przeciwna do Necach reprezentującej świadomość czystej energii.
Opiekunem Hod jest Archanioł Michał.

## Tarot
W tarocie odpowiednikami Hod są ósemki (Małe Arkana). Symbolami dróg łączących Hod z pozostałymi sefirotami są odpowiednio Wielkie Arkana:
- Wisielec (Hod – Gewura),
- Diabeł (Hod – Tiferet),
- Wieża (Hod – Necach),
- Słońce (Hod – Jesod),
- Sąd Ostateczny – (Hod – Malchut).